# Clethrogyna dubia
Clethrogyna dubia är en fjärilsart som beskrevs av August Michael Tauscher 1806. Clethrogyna dubia ingår i släktet Clethrogyna och familjen tofsspinnare. Inga underarter finns listade i Catalogue of Life.